# Parafia św. Franciszka z Asyżu w Częstochowie
Parafia św. Franciszka z Asyżu w Częstochowie – rzymskokatolicka parafia erygowana w 1972., położona w dekanacie Częstochowa – Podwyższenia Krzyża Świętego, archidiecezji częstochowskiej w Polsce.

## Kościoły i kaplice
W parafii znajdują się:
- Kościół św. Franciszka z Asyżu w Częstochowie
- Kaplica pw. św. Anny